# Thibaut Courtois
Pour les articles homonymes, voir Courtois.
Thibaut Courtois, né le 11 mai 1992 à Brée en Belgique, est un footballeur international belge qui joue au poste de gardien de but au Real Madrid. 
Élu meilleur gardien du monde par la FIFA en 2018, il est connu pour ses réflexes, ses arrêts acrobatiques et son autorité dans la surface de réparation.
Issu d’une famille de sportifs, Thibaut Courtois commence sa carrière à Genk où il devient rapidement le gardien titulaire du club et remporte le championnat belge. En 2011, il signe à Chelsea mais est prêté directement à l'Atlético Madrid avec qui il remporte un titre de Liga, la Coupe du Roi, la Ligue Europa et atteint la finale de la Ligue des Champions. Trois ans plus tard, il s’impose en Angleterre chez les Blues et gagne deux titres de Premier League et la Coupe de la Ligue. En 2018, il retourne en Espagne et rejoint le Real Madrid pour 35 millions d’euros devenant le gardien de but le plus cher de la Liga. Avec les Merengue, il remporte trois nouveaux titres de Liga et deux titres de Ligue des Champions jouant un rôle majeur dans la conquête de ses titres.
En sélection, Courtois fait ses débuts avec la Belgique en 2011 à l'âge de 19 ans, devenant ainsi le plus jeune gardien international du pays. Il compte plus de 100 sélections et a participé à cinq tournois majeurs au sein d’une génération dorée malgré l’absence de titre. Lors de la Coupe du monde 2018 où les Diables Rouges terminent troisièmes, il est élu meilleur gardien de but de la compétition. 
Sur le plan individuel, Courtois a remporté le trophée Zamora à trois reprises, le titre de meilleur gardien de Premier League une fois et a été nommé troisième meilleur gardien de but de la décennie (2011-2020) par l'IFFHS. Il a également remporté le trophée Yachine en 2022.

## Biographie

### Jeunesse et formation

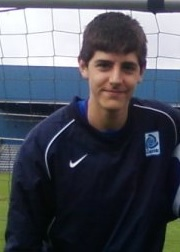
Thibaut Courtois sous les couleurs du KRC Genk.

Thibaut Courtois naît le 11 mai 1992 à Brée, une ville belge néerlandophone située dans la Province de Limbourg d'un père wallon francophone originaire d'Esneux,, Thierry Courtois, et d'une mère flamande néerlandophone originaire de Bilzen, Gitte Lambrechts. Ceci explique que sa langue maternelle est le néerlandais mais qu'il porte un nom de famille francophone. Il a une sœur aînée (la volleyeuse professionnelle Valérie Courtois) et un frère cadet Gaétan,. Ses deux parents pratiquent le volley-ball, mais l'enfant préfère le football. Il s'initie au jeu dans l'équipe de Bilzen. À l'âge de huit ans, il est repéré par le KRC Genk, effectue un essai et rejoint les équipes de jeunes du club belge néerlandophone.
Courtois évolue d'abord au poste d'arrière gauche. Il découvre celui de gardien de but durant un tournoi disputé avec l'équipe des moins de neuf ans, mais redevient joueur de champ jusqu'à l'âge de douze ans. Durant son apprentissage, l'enfant est encouragé par les entraîneurs chargés des gardiens, qui ont décelé son talent. Néanmoins, il subit la concurrence de Koen Casteels, un autre jeune gardien du KRC Genk, et est déçu de ne pas être sélectionné en équipe nationale.

### Carrière de joueur

#### KRC Genk (2009-2011)
Le 17 avril 2009, alors qu'il est âgé de 16 ans, Thibaut Courtois dispute son premier match en professionnel lors d'une rencontre de championnat de Belgique face à La Gantoise. Il est titulaire et les deux équipes se neutralisent ce jour-là (2-2). Lors de la saison 2010-2011, son entraîneur Franky Vercauteren fait appel à lui en raison des blessures et suspensions subies par les autres gardiens du KRC Genk. Il devient alors titulaire dans les buts. Au terme de la saison, Genk est champion de Belgique lors du match ultime pour le sacre contre le Standard de Liège. Courtois réalise un bon match face au Standard ainsi qu'une bonne saison et est un des acteurs majeurs du titre. Il reçoit d'ailleurs le titre de gardien de but de l'année et le titre de joueur de l'année de KRC Genk, n'ayant encaissé que 32 buts en 40 matchs de championnat et gardé 14 fois ses cages inviolées.

#### Chelsea FC (2011-2018)
Le 11 juillet 2011, un transfert évalué à 9 millions d'euros est conclu par Chelsea, avec un prêt immédiat d'un an à l'Atlético de Madrid. Courtois est sous contrat avec Chelsea jusqu'en juin 2019 après avoir prolongé son contrat pour cinq saisons supplémentaires avec les Blues le jeudi 11 septembre 2014.

##### Prêt à l'Atlético Madrid (2011-2014)

###### 2011-2012: victoire en Ligue Europa
Il s'impose directement comme titulaire indiscutable dans le club des Colchoneros et fait ses débuts le 25 août 2011 pour l'Atlético de Madrid lors de la victoire 4 buts à 0 en Ligue Europa face au Vitória Guimarães. Trois jours plus tard, il garde ses buts inviolés pour son premier match de Liga face au CA Osasuna au stade Vicente-Calderón. Malheureusement, le 26 novembre 2011, Courtois reçoit le premier carton rouge de sa carrière professionnelle, contre le Real Madrid après avoir accroché Karim Benzema lors du derby madrilène.
Au vu de ses prestations, nombreux sont les spécialistes à voir dans le jeune gardien belge un des plus grands gardiens à venir. Lors de sa première saison à Atlético de Madrid, le belge gagne la Ligue Europa après avoir été titulaire lors de 14 matchs au total dans cette compétition et en ayant encaissé seulement 9 buts. Il participe à la victoire contre l'Athletic Bilbao en finale sur le score de 3 buts à 0.

###### 2012-2013: meilleur gardien de Liga, victoire en Coupe d'Espagne
Le 4 juillet 2012, le club anglais annonce que le prêt de Courtois est renouvelé pour une seconde saison. Cette saison 2012-2013 démarre par la Super Coupe d'Europe, qui oppose les Colchoneros à Chelsea. L'Atlético surpasse les Blues et remporte le match 4-1, avec un triplé de Falcao. Thibaut remporte donc le trophée face au club à qui il appartient. Le 17 mai 2013, il remporte la Coupe du Roi en battant le Real Madrid en finale, au stade Santiago-Bernabéu. Avec une prestation des plus remarquées, notamment quelques parades dont une énorme face à Mesut Özil en prolongations alors que son club mène au score. Les Colchoneros remportent leur 10e Coupe du Roi après 14 années d'attente, sur le score de 2 buts à 1. Il termine la saison 2012-2013 avec 29 matchs sans encaisser de but, soit le meilleur total européen à égalité avec Manuel Neuer qu'il devance cependant au ratio clean sheet par match disputé.
Sa moyenne de but encaissé est de 0,52 par match, également la meilleure moyenne dans les championnats européens. Enfin, il finit deuxième au classement d'invincibilité, avec 891 minutes sans encaisser de but, derrière Salvatore Sirigu du Paris Saint-Germain.

###### 2013-2014: champion d'Espagne et finaliste de la Ligue des champions

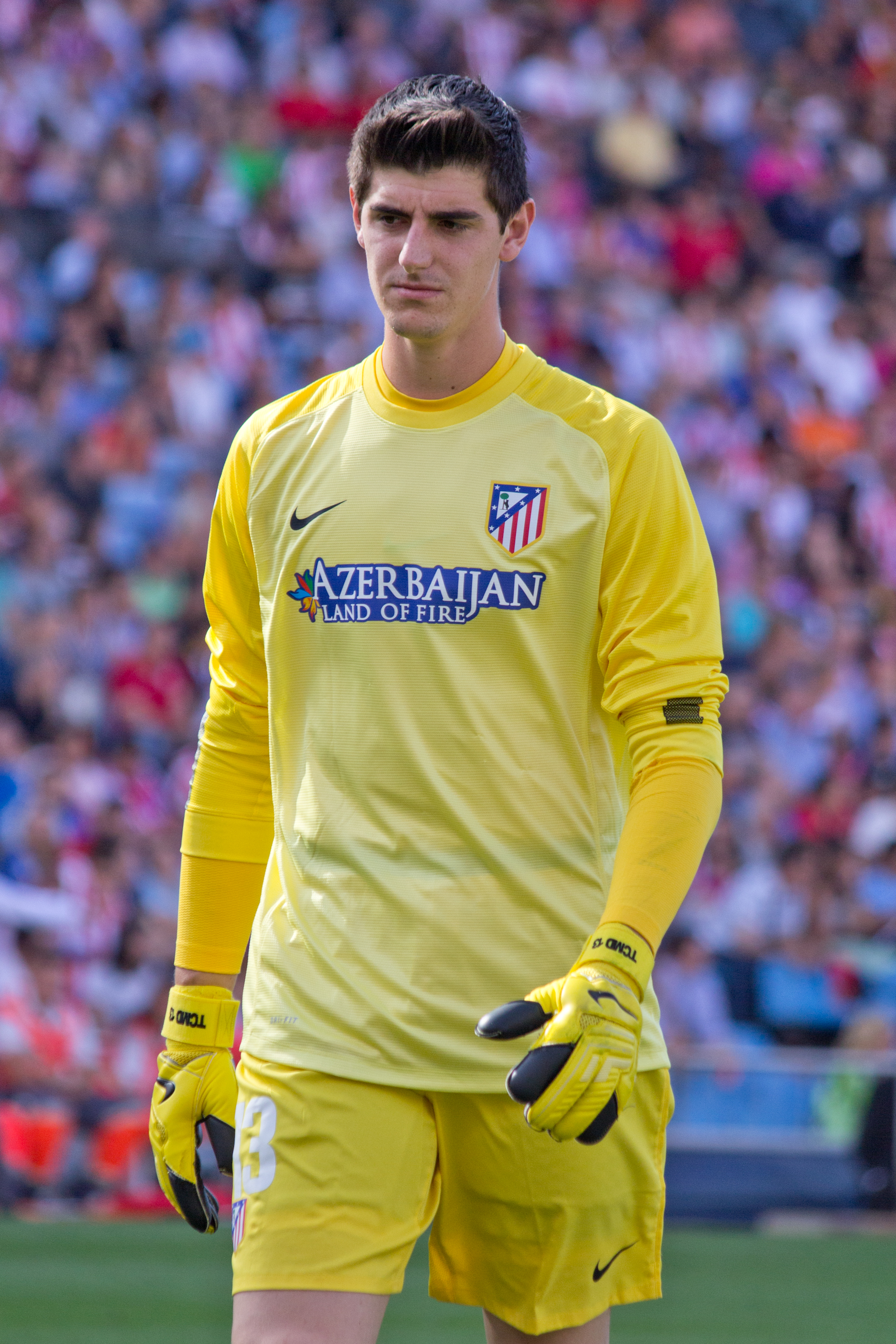
Thibaut Courtois sous les couleurs de l'Atlético Madrid.

Durant l'été 2013, Chelsea décide de renouveler une nouvelle fois le prêt de son gardien qui dispute donc une troisième saison avec le club Colchonero. Les médias annoncent peu après que le jeune gardien est suivi par le FC Barcelone. Après la fin du mercato de janvier 2014, Courtois et son agent (son père) commencent à discuter avec Chelsea, le club à qui il appartient toujours, s'il repart à Chelsea (comme le veut José Mourinho) ou s'il part dans un plus grand club où il sera numéro 1,.
Le 17 mai 2014, il remporte avec l'Atlético Madrid le championnat d'Espagne et pour la deuxième fois consécutive le Trophée Zamora de meilleur gardien du championnat d'Espagne (24 buts encaissés en 37 matchs, soit une moyenne de 0,66 par match). L'Atlético Madrid réalise également un parcours exceptionnel en Ligue des champions. Les Colchoneros atteignent la finale de la compétition le 24 mai 2014 face au rival madrilène : le Real Madrid. Faisant jeu égal dans cette finale, l'Atlético ouvre le score dès la 36e minute de jeu grâce à Diego Godín, bien aidé par une sortie hasardeuse d'Iker Casillas. Le défenseur du Real Madrid, Sergio Ramos réduira les espoirs de l'Atlético de soulever le trophée en égalisant à la 93e minute du match. L'Atlético et Courtois, moins solides physiquement que leurs voisins encaisseront 3 buts supplémentaires et s'inclineront 4 buts à 1. Courtois sera néanmoins élu gardien de l'équipe type de l'édition 2013-2014 par l'UEFA avec l'Allemand Manuel Neuer.
À l'issue de son prêt de trois ans, Courtois a remporté à la fin de chaque saison un trophée avec l'Atlético Madrid

##### Retour à Chelsea (2014-2018)

###### 2014-2015: premier titre de champion d'Angleterre

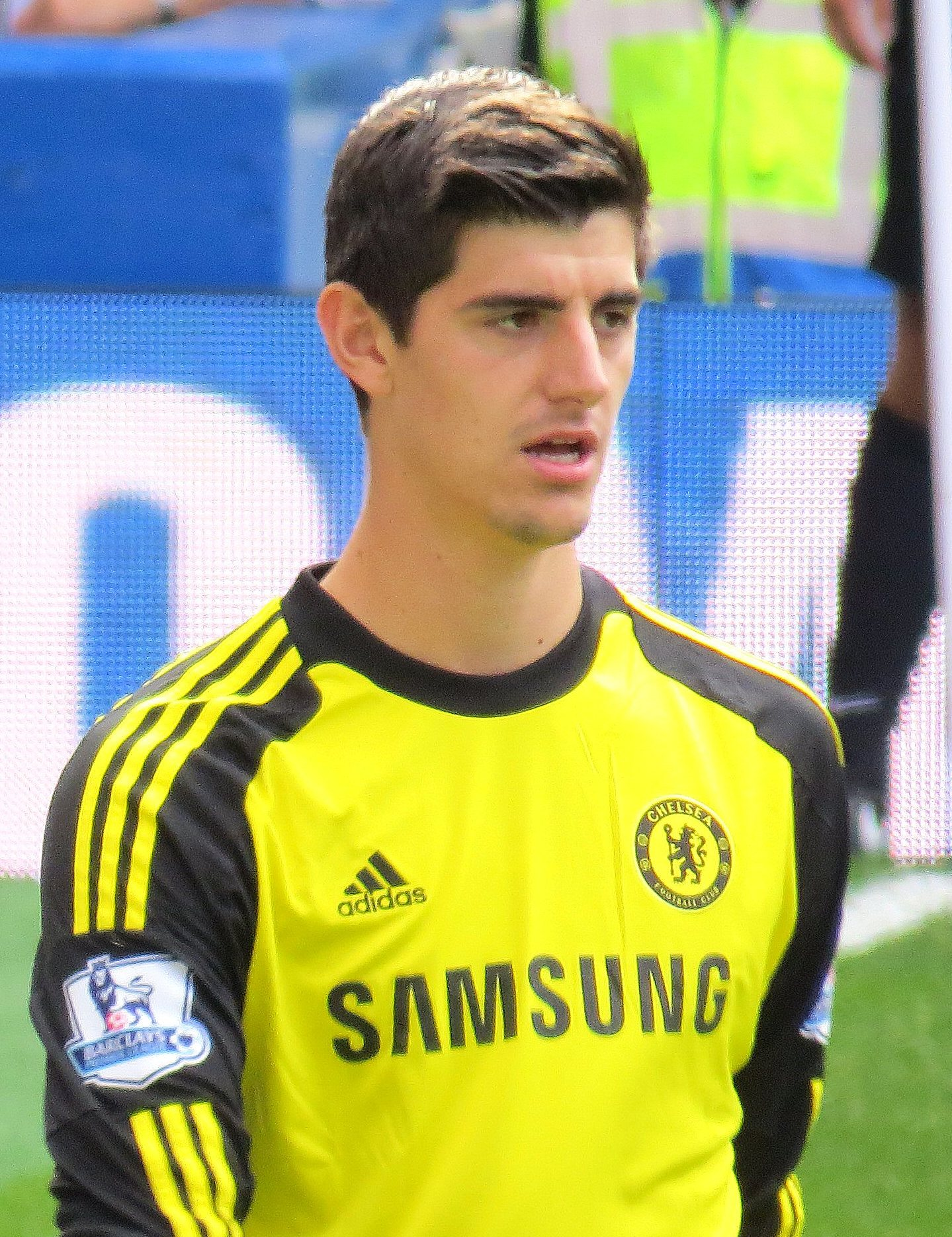
Thibaut Courtois sous les couleurs de Chelsea.

Au terme de la saison 2013-2014, son entraîneur de Chelsea, José Mourinho souhaite faire revenir Thibaut à Londres.
Il rentre donc au club et est directement mis en concurrence avec le gardien emblématique de Chelsea Petr Čech lors des matchs de préparation d'avant-saison. Il est titularisé durant 45 minutes face au Werder Brême où il encaisse 2 buts (score final 0-3). Courtois est titulaire et parvient à garder ses filets inviolés lors de la victoire 2 buts à 0 face à la Real Sociedad.
Il garde donc la confiance du coach portugais qui le titularise d'entrée lors du premier match de Premier League face à Burnley le 18 août 2014 pour ses grands débuts dans le championnat anglais. Le 11 septembre 2014, Courtois et les Blues officialisent une prolongation de contrat de cinq ans malgré l'intérêt de grands clubs comme le FC Barcelone, le Paris Saint Germain ou encore le Real Madrid. Le gardien belge est donc sous contrat jusqu'en juin 2019 et affirme toujours vouloir jouer avec Chelsea.
José Mourinho place le jeune gardien belge titulaire, aux dépens de Petr Čech. Durant toute la saison, il réalise des performances de haut vol, notamment en Ligue des champions face au Paris Saint Germain.
En décembre 2014, il est sacré Sportif belge de l'année, et est nommé au Ballon d'or, dont il prend la vingtième place en récoltant 0,51 % des voix. Début 2015, il est élu deuxième meilleur gardien du monde derrière Manuel Neuer et devant David de Gea par l'IFFSH.
Il est sacré champion d'Angleterre le 3 mai 2015, après une victoire 1 but à 0 face à Crystal Palace. Il s'agit du troisième titre de champion de sa carrière, après le titre en Belgique et en Espagne.

###### 2015-2016: saison difficile à l'image de son club
Le départ de Petr Čech pour le rival londonien d'Arsenal FC permet à Courtois d'asseoir son statut de titulaire indiscutable entre les perches des Blues, malgré l'arrivée d'Asmir Begović. Il reçoit cependant un carton rouge dès la première journée de championnat, contre Swansea City, en raison d'une faute sur Bafétimbi Gomis dans la surface de réparation. Son équipe fait finalement match nul (2-2).
En septembre, après seulement trois matchs disputés avec Chelsea ainsi que deux matchs internationaux depuis le début de la saison, il se blesse au genou à l'entraînement. Cette blessure nécessite une intervention chirurgicale, l'éloignant des terrains durant trois mois. Il n'effectue donc son retour qu'en décembre, à Stamford Bridge, lors de la réception de Bournemouth. Chelsea s'incline 0-1. Deux semaines plus tard, les résultats en demi-teinte obtenus par les champions en titre lors des seize premières journées entraînent le limogeage de José Mourinho au profit de l'entraîneur néerlandais Guus Hiddink. Courtois est de nouveau exclu lors de la 34e journée de championnat, contre Manchester City (défaite 0-3).
Sans être en mesure de défendre son titre acquis la saison précédente, Chelsea termine à la dixième place du championnat. Pour la première fois depuis ses premières titularisations avec le KRC Genk, il ne remporte aucun titre durant la saison.

###### 2016-2017: deuxième titre de champion d'Angleterre, meilleur gardien du championnat
Juste après l'Euro 2016, l'entraîneur italien Antonio Conte devient le nouvel entraîneur de Chelsea. Il renouvelle la confiance accordée à Thibaut Courtois par ses prédécesseurs. Alors que les débuts de saison sont difficiles, avec une huitième place à l'issue de la défaite sur le terrain d'Arsenal 3 buts à 0, Chelsea accède à la première place du championnat et ne la cède plus. Courtois dispute 36 matchs de championnat et participe à la finale de Coupe d'Angleterre perdue 2 buts à 1 face à Arsenal.
Il est sacré champion avec Chelsea à l'issue de la victoire contre West Bromwich Albion, lors de la 36e journée. Grâce à ses seize matchs sans encaisser de but, Courtois reçoit le Prix du meilleur gardien du championnat, succédant ainsi à son ancienne doublure Petr Čech.

###### 2017-2018
Lors de la saison 2017-2018, Thibaut Courtois est titulaire la majeure partie de la saison. En ouverture de la saison, les Blues s'inclinent aux tirs au but lors du Community Shield face à Arsenal, le 6 août 2017. Chelsea est également éliminé par les Gunners lors des demi-finales de la League Cup. En Ligue des champions, Chelsea est éliminé en huitième de finale par le FC Barcelone. En championnat, Chelsea termine à la cinquième place et ne se qualifie pas pour la prochaine édition de la Ligue des champions.

#### Real Madrid (depuis 2018)

##### Saison 2018-2019: un abîme de critiques
Le 9 août 2018, après avoir passé quatre saisons au Chelsea FC, Thibaut Courtois signe au Real Madrid pour une durée de six ans. Son transfert atteint une somme environnant les 40 millions d’euros et prend ainsi le numéro 25 du club merengue. Le 22 décembre 2018, il devient champion de la Coupe du monde des clubs de la FIFA 2018 organisée aux Émirats arabes unis. Sa première saison au Real est compliquée voire désastreuse, il encaisse 27 buts lors de ses 21 premiers matchs, son pire total depuis la saison 2011-2012. Ces mauvais résultats sont sûrement dû au fait que le Real Madrid a vendu sa superstar Cristiano Ronaldo, qui était un repère pour le Real. Comme pour la saison 2015-2016, Courtois ne remporte finalement aucun trophée majeur.

##### Saison  2019-2020: de l'ombre à la lumière
Sa deuxième saison chez les merengue est bien meilleure que la première. Cependant, le début est loin d'être facile. Lors de la pré-saison, Courtois encaisse 14 buts en 4 matchs, dont 7 contre l'Atlético de Madrid.
Lors du début de saison officiel, il encaisse pas moins de 9 buts en 5 matchs, sa prestation contre le Paris Saint-Germain est critiquée vivement par de nombreux journaux. Le 1er octobre 2019, Courtois effectue une piètre prestation contre Club de Bruges ayant encaissé 2 buts évitables et est remplacé par Alphonse Areola à la mi-temps. Zinédine Zidane dira en conférence de presse qu'il souffrait de violents maux de ventres qui l'empêchaient d'être maximum de ses capacités. Le 19 octobre contre le RCD Majorque, il encaisse un nouveau but qui le met encore une fois sous le feu des critiques.
Après ce match, sa renaissance commence. Sous l'effet d'une équipe qui a repris la confiance qui lui manquait, il réalise des prestations de haute volée et bat le record de clean-sheets consécutifs de Keylor Navas, en gardant sa cage inviolée 4 matchs consécutifs. Il s'illustre notamment le 15 décembre contre Valence CF, en montant sur un corner, il manque d'égaliser de la tête mais son coup d'éclat profite à Karim Benzema qui égalise à la dernière minute. Lors du Clasico le 18 décembre au Camp Nou , il garde sa cage inviolée.
Lors de la Supercoupe d'Espagne, il n'encaisse qu'un but, un penalty lors de la demi-finale contre le Valence CF. Sa finale est réussie, puisqu'il pare les tirs au but de Saúl Ñíguez et Thomas Partey. Ses prestations sont telles qu'on lui décerne le prix du meilleur joueur du mois de janvier en Liga. Il devient ensuite le premier gardien étranger à garder sa cage inviolée lors du Derby de Madrid puis lors du Clasico. Lors de la reprise du championnat, il réalise de bonnes performances, encaissant seulement 4 buts en 10 matchs, et en gardant sa cage inviolée pendant 500 minutes (plus de 5 matches). Il réalise alors 18 clean-sheets en 34 matches de championnat et encaisse 20 buts.

##### Saison 2020-2021: l'affirmation de la muraille
Elle est sûrement l'une des meilleures saisons du portier belge, malgré le fait qu'elle soit finalement vierge de titre pour le Real de Madrid. À partir de cette saison, il portera le numéro un, ce qu'il considère comme un grand honneur. En effet, il réalise un bon début de saison en réalisant 3 clean-sheets lors de ses quatre premiers matchs de la saison 2020-2021 en Liga, tout en livrant des prestations cruciales dans le Clasico ou le Derby de Madrid. Puis, malgré le fait qu'il encaisse des buts, il réalise des prestations de haute-volée en Ligue des champions 2020-2021 face à des adversaires comme l'Inter Milan ou le Borussia Mönchengladbach en phase de groupes. Le seul point noir est une bévue en Liga face au Deportivo Alavés, une mauvaise relance offre une passe décisive à l'attaquant Joselu. Cependant, cela n'altère pas ses performances qui seront toujours aussi complètes. De nouveau en Ligue des champions, il se montre décisif en huitièmes de finale au match aller face à l'Atalanta Bergame, en gardant sa cage inviolée (victoire 0-1). En quarts de finale contre Liverpool FC, il se montre décisif sur les deux confrontations en écœurant avec l'aide de sa défense certains des meilleurs attaquants européens comme Mohamed Salah ou encore Sadio Mané. Cependant, en demi-finale face à son ancien club, le Chelsea FC, il ne peut empêcher l'élimination de son équipe. Le meilleur match de sa saison, c'est sans doute celui face au Getafe CF, car il multiplie les parades, gardant le score de 0-0 et est élu King of the Match.
En tout cette saison, Courtois aura disputé 50 match et aura encaissé 43 buts, soit un ratio de 0,86 but par match, mais aura surtout rendu 21 cleans-sheets, une des meilleures performances en Europe.

##### Saison 2021-2022: vainqueur de la Ligue des champions, du Championnat d'Espagne et de la Supercoupe d'Espagne.
Le 16 août 2021, Thibaut Courtois prolonge son contrat avec le Real Madrid jusqu'en 2026 avec lequel il était déjà lié jusqu'en 2024,. Il déclare à la suite de cette annonce que son objectif principal est de gagner la Ligue des champions. Juste avant le Clasico contre Barcelone, il révèle vouloir terminer sa carrière au Real. Le 16 janvier 2022, il remporte son premier trophée de la saison à Riyad, où se déroulait la finale de la Supercoupe d'Espagne contre l'Athletic Bilbao. Il s'y illustre en stoppant un penalty dans les arrêts de jeu permettant ainsi de garder ses cages inviolées.
Courtois joue un rôle déterminant pour la qualification de son club pour les quarts de finale contre le Paris-Saint-Germain, en y arrêtant un pénalty lors du match aller. Il remporte le Championnat d'Espagne après une victoire contre l'Espanyol de Barcelone lors de la 34e journée. Quelques jours plus tard, Courtois et le Real se qualifient en finale de la Ligue des champions après une victoire contre Manchester City.
Lors de la finale de Ligue des champions 2021-2022, entachée par des incidents poussant les organisateurs à repousser de plus d'une demi-heure le coup d'envoi, il sauve les siens à plusieurs reprises grâce à de très balles parades. Il permet à la Casa Blanca de soulever sa quatorzième coupe aux grandes oreilles contre Liverpool FC. Courtois rentrant ainsi dans le cercle très fermé des belges vainqueurs de la "coupe aux grandes oreilles" avec Eric Gerets, Daniel Van Buyten, Simon Mignolet, Divock Origi et Eden Hazard. Élu homme du match de cette finale, sa performance est saluée par de nombreaux médias ainsi que par de nombreaux sportifs dont Iker Casillas ou Rafael Nadal.

##### Saison 2022-2023
Courtois remporte la Coupe d'Espagne 2022-2023, étant titulaire lors de la finale qui a lieu le 6 mai 2023 face au CA Osasuna. Le Real Madrid s'impose par deux buts à un ce jour-là.

##### Saison 2023-2024 perturbée par deux blessures
Lors d'un entraînement en août avec son club pour préparer la saison 2023-2024, Thibaut Courtois subit une rupture du ligament croisé antérieur du genou gauche, ce qui le prive de toute compétition pendant plusieurs mois. De retour à l'entraînement en février 2024, il se blesse à nouveau en mars, étant atteint cette fois d'une rupture du ménisque interne du genou droit. Cette blessure met un terme à sa saison. Il reprend l'entraînement avec ses coéquipiers le 20 avril et participe à son premier match de Liga le 4 mai contre le Cádiz CF à l'occasion de la 34e journée, un match remporté par le Real Madrid 3-0. Le même jour, Courtois et le club merengue sont champions d'Espagne. L'entraîneur Carlo Ancelotti décide de le titulariser pour la finale de la Ligue des champions au détriment de son remplaçant Andriy Lunin, un match que son équipe remporte 2-0 contre le Borussia Dortmund, permettant au Belge de gagner sa deuxième Ligue des champions.

##### Saison 2024-2025
Courtois commence la saison 2024-2025 en étant titularisé le 14 août 2024, lors de la Supercoupe de l'UEFA face à l'Atalanta Bergame qui voit le Real Madrid s'imposer par deux buts à zéro,.

### En sélections nationales

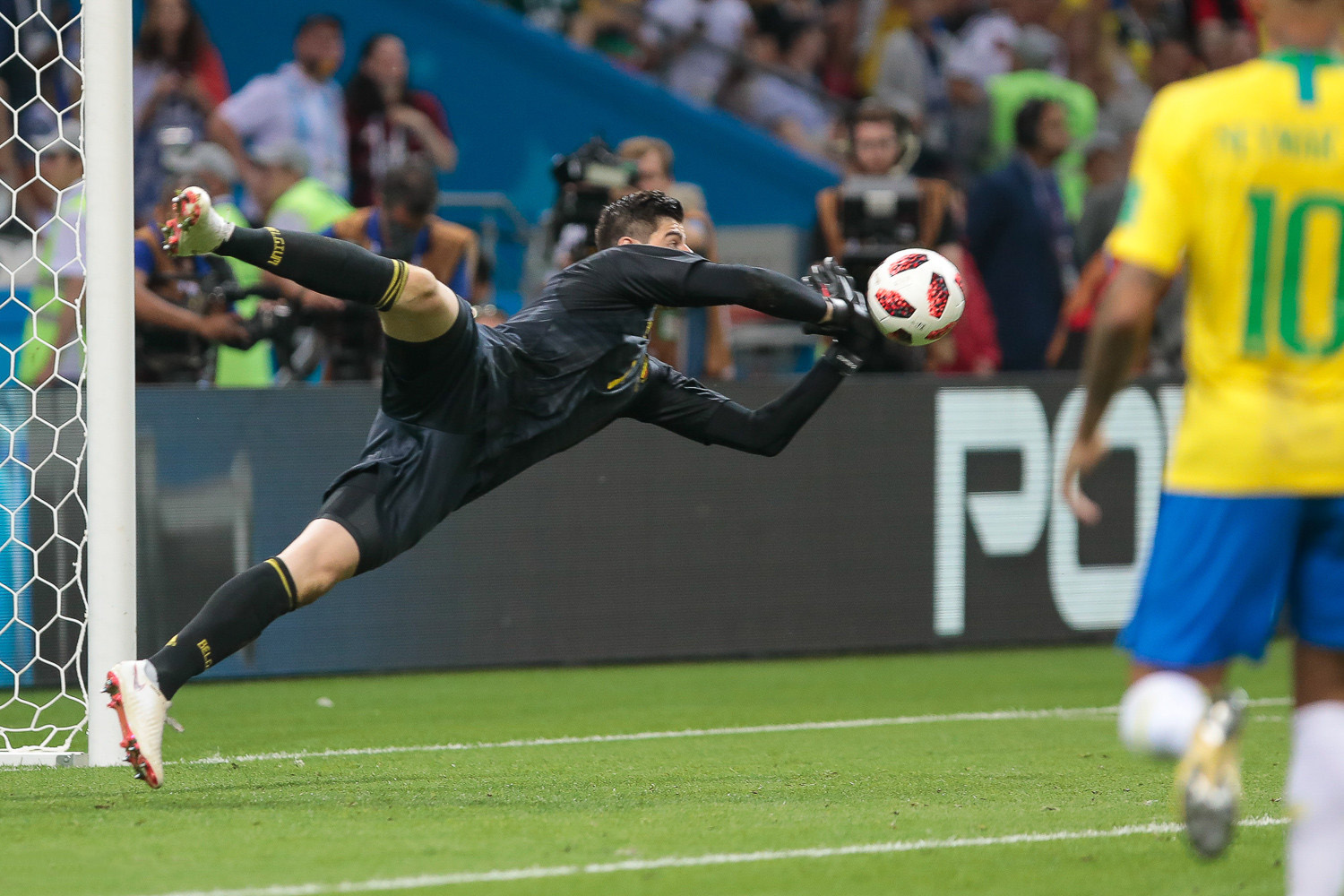
Thibaut Courtois effectuant une parade lors du match contre le Brésil durant la Coupe du monde 2018.

Courtois est convoqué pour la première fois avec l'équipe de Belgique en octobre 2011 et fait ses débuts le mois suivant lors d'un match amical 0-0 contre la France au Stade de France, ce qui fait de lui le plus jeune gardien de but de l'équipe nationale belge. Les mois suivants, il est la doublure de Simon Mignolet lors des éliminatoires de l'Euro 2012 ; la Belgique ne parvient pas à se qualifier pour la compétition.

#### Coupe du monde 2014
Courtois joue tous les matchs de qualifications pour la Coupe du monde 2014, avec l'équipe de Belgique, cette dernière se qualifiant ainsi pour son premier grand tournoi depuis la Coupe du monde 2002. Tout au long de ces éliminatoires, le Belge garde ses buts inviolés six matchs sur dix.
Le 13 mai 2014, Courtois est appelé par le sélectionneur belge Marc Wilmots en vue de participer à la Coupe du monde 2014. Lors du tournoi, il dispute les cinq matches avec l'équipe de Belgique, commençant par une victoire 2 buts à 1 contre l'Algérie à Belo Horizonte pour s'achever par une défaite 1 but à 0 face à l'Argentine.

#### Euro 2016
Courtois joue tous les matchs de qualification pour l'Euro 2016, ce qui permet à la Belgique de se qualifier pour la première fois depuis 16 ans. Cependant, il manque les deux derniers matchs à cause d'une blessure.
Lors du tournoi, Courtois et ses coéquipiers arrivent en quart de finale, où ils s'inclinent face au Pays de Galles. Par la suite, Courtois laisse entendre aux médias que le sélectionneur belge Marc Wilmots est responsable de la défaite et déclare aussi que cette défaite est la « plus grande déception » de sa carrière. Wilmots est démis de ses fonctions quelques jours plus tard.

#### Coupe du monde 2018
Courtois est convoqué par le sélectionneur Roberto Martínez pour participer à la coupe du monde 2018. Titulaire durant la compétition, il joue tous les matchs au cours du tournoi. Lors du troisième match de poule contre l'Angleterre, la majorité des titulaires ayant été laissés au repos car l'équipe était assurée de sa qualification pour la suite de la compétition et qu'elle ne trouvait pas avantage à finir première du groupe, il hérite du brassard de capitaine devenant ainsi le 88e joueur ayant été capitaine des Diables Rouges. L'équipe belge finira par l'emporter 1-0 grâce à un but d'Adnan Januzaj.
Courtois se distingue par ses arrêts lors du quarts-de-finale contre le Brésil et lors de la demi-finale contre la France.
Un jour avant la finale France-Croatie, la Belgique affronte l'Angleterre pour la « petite finale » et décroche finalement la troisième place de la Coupe du monde, soit sa meilleure position dans cette compétition éclipsant ainsi le record de 1986 (quatrième place pour les Diables Rouges). Il obtiendra le titre de « meilleur gardien du mondial » à la suite de ses performances dans ce tournoi.

#### Euro 2020
En mai 2021 Courtois figure dans la liste des 26 joueurs belges pour participer à l'Euro 2020 qui a lieu à l'été 2021. Le parcours des Diables Rouges s'arrêtera cependant en quart de finale, battu par l'Italie 2 buts à 1.

#### Coupe du monde 2022
Le 10 novembre 2022, il est sélectionné par Roberto Martínez pour participer à la Coupe du monde 2022 organisée en fin d'année au Qatar.
Le 23 novembre 2022, il dispute le premier match de la phase de groupes contre le Canada et stoppe un penalty tiré par Alphonso Davies mais, malgré deux clean sheets, il ne peut empêcher l'élimination de la Belgique dès la phase de poules après une victoire contre le Canada, une défaite face au Maroc et un match nul contre la Croatie. À l'issue de ce match, Roberto Martínez annonce quitter son poste d'entraineur de la sélection belge.

#### Euro 2024 etbrassard gate
Le 24 mars 2023, il dispute sous les ordres du nouvel entraineur des Diables rouges Domenico Tedesco le premier match des éliminatoires de l'Euro 2024 par une importante victoire 0-3 en Suède. Le capitaine des Diables rouges Eden Hazard ayant arrêté sa carrière, Tedesco décide de confier le brassard de capitaine à Kevin De Bruyne et, en cas d'absence de celui-ci, à Romelu Lukaku ou à Thibaut Courtois. Lors du deuxième match de ces éliminatoires contre l'Autriche (1-1) le 17 juin 2023, De Bruyne étant blessé, le brassard de capitaine échoit à Romelu Lukaku, ce qui ne plait manifestement pas à Thibaut Courtois qui quitte le groupe après la rencontre et ne participe pas au match suivant contre l'Estonie trois jours plus tard. Cet incident qui fit couler beaucoup d'encre est appelé le brassard gate. Il s'agit du second clash avec un sélectionneur de l'équipe nationale belge après celui intervenu à l'Euro 2016 face à Marc Wilmots. Cette action de Courtois suscite également une réaction négative d'une partie du vestiaire de la sélection. La grave blessure de Courtois survenue deux mois plus tard met cette affaire non réglée en suspens jusqu'à son rétablissement en 2024. En décembre 2023, il déclare forfait pour l'Euro 2024, estimant qu'il ne sera pas suffisamment rétabli à ce moment. Il présente ses excuses au groupe et aux supporters à propos de l'incident du brassard mais ses propos incriminent aussi le comportement de Tesdesco lors de cette affaire, laissant planer un gros doute sur un retour éventuel parmi des Diables rouges entrainés par le coach italo-allemand. Au printemps, Tedesco et d'autres membres de l'encadrement belge se déplacent à Madrid pour trouver une solution, ce qui n'aboutit pas. Le 30 avril 2024, alors que Courtois retrouve le groupe du Real Madrid en vue de la demi-finale de la Ligue des champions, Tedesco confirme l'absence du gardien à l'Euro, une absence officialisée un mois plus tard car Courtois ne figure pas sur la liste des 25 joueurs convoqués par Tedesco. Le 22 août 2024, il annonce sur les réseaux sociaux qu’il ne rejouera pas avec la Belgique tant que Domenico Tedesco sera le sélectionneur.

#### Retour en sélection
En janvier 2025, Domenico Tedesco est démis de ses fonctions de sélectionneur de la Belgique et il est remplacé par Rudi Garcia. Après avoir manifesté publiquement son souhait de revenir en sélection, Courtois est retenu dans la première liste dévoilée par Garcia en mars 2025. Ce retour suscite l'annonce de retraite internationale de Koen Casteels, gardien ayant régulièrement été titulaire en sélection durant l'absence de Courtois.

## Caractéristiques
Doté d'un physique de taille et d'envergure avantageux pour le poste de gardien de but, Thibaut Courtois est à l'aise dans les prises de balle aériennes. Sa taille n'est pas un frein pour se projeter au sol. Capable d'anticiper les mouvements adverses, il montre aussi dès ses premières années en tant que professionnel de maturité sur le plan mental. Son jeu au pied est alors considéré comme étant son point faible.

## Vie privée
Thibaut Courtois parle le néerlandais (sa langue maternelle), le français (langue de son père), l'anglais et l'espagnol.
Thibaut Courtois a eu une relation de plusieurs années avec l'Espagnole Marta Domínguez. Il se sépare d'elle en septembre 2016. Durant sa relation avec Marta Domínguez, il a deux enfants, une fille, Adriana, née le 26 mai 2015 et un fils, Nicolás, né le 2 mai 2017.
En juillet 2021, il annonce sur les réseaux sociaux être en couple avec la mannequin israélienne Mishel Gerzig,. Le mariage a lieu le 26 juin 2023 dans le sud de la France,.

## Statistiques

### En club
| Saison                | Club                      | Championnat           | Championnat | Championnat | Coupe nationale | Coupe nationale | Coupe de la Ligue | Coupe de la Ligue | Supercoupe | Supercoupe | Compétition(s) continentale(s) | Compétition(s) continentale(s) | Compétition(s) continentale(s) | Supercoupe UEFA | Supercoupe UEFA | Autres compétitions | Autres compétitions | Autres compétitions | Total | Total |
| Saison                | Club                      | Division              | M.          | B.          | M.              | B.              | M.                | B.                | M.         | B.         | Comp.                          | M.                             | B.                             | M.              | B.              | Comp.               | M.                  | B.                  | M.    | B.    |
| 2008-2009             | KRC Genk                  | Division 1            | 1           | 0           | -               | -               | -                 | -                 | -          | -          | -                              | -                              | -                              | -               | -               | -                   | -                   | -                   | 1     | 0     |
| 2009-2010             | KRC Genk                  | Division 1            | 0           | 0           | -               | -               | -                 | -                 | 0          | 0          | C3                             | 0                              | 0                              | -               | -               | PO2+BE              | -                   | -                   | 0     | 0     |
| 2010-2011             | KRC Genk                  | Division 1            | 30          | 0           | 1               | 0               | -                 | -                 | -          | -          | C3                             | 3                              | 0                              | -               | -               | PO1                 | 10                  | 0                   | 44    | 0     |
| Sous-total            | Sous-total                | Sous-total            | 31          | 0           | 1               | 0               | -                 | -                 | -          | -          | -                              | 3                              | 0                              | -               | -               | -                   | 10                  | 0                   | 45    | 0     |
| 2011-2012             | Atlético de Madrid (prêt) | Liga                  | 37          | 0           | -               | -               | -                 | -                 | -          | -          | C3                             | 15                             | 0                              | -               | -               | -                   | -                   | -                   | 52    | 0     |
| 2012-2013             | Atlético de Madrid (prêt) | Liga                  | 37          | 0           | 8               | 0               | -                 | -                 | -          | -          | C3                             | 0                              | 0                              | 1               | 0               | -                   | -                   | -                   | 46    | 0     |
| 2013-2014             | Atlético de Madrid (prêt) | Liga                  | 37          | 0           | 5               | 0               | -                 | -                 | 2          | 0          | C1                             | 12                             | 0                              | -               | -               | -                   | -                   | -                   | 56    | 0     |
| Sous-total            | Sous-total                | Sous-total            | 111         | 0           | 13              | 0               | -                 | -                 | 2          | 0          | -                              | 27                             | 0                              | 1               | 0               | -                   | -                   | -                   | 154   | 0     |
| 2014-2015             | Chelsea FC                | Premier League        | 32          | 0           | 0               | 0               | 2                 | 0                 | -          | -          | C1                             | 5                              | 0                              | -               | -               | -                   | -                   | -                   | 39    | 0     |
| 2015-2016             | Chelsea FC                | Premier League        | 23          | 0           | 3               | 0               | -                 | -                 | 1          | 0          | C1                             | 3                              | 0                              | -               | -               | -                   | -                   | -                   | 30    | 0     |
| 2016-2017             | Chelsea FC                | Premier League        | 36          | 0           | 3               | 0               | 0                 | 0                 | -          | -          | -                              | -                              | -                              | -               | -               | -                   | -                   | -                   | 39    | 0     |
| 2017-2018             | Chelsea FC                | Premier League        | 35          | 0           | 1               | 0               | 1                 | 0                 | 1          | 0          | C1                             | 8                              | 0                              | -               | -               | -                   | -                   | -                   | 46    | 0     |
| Sous-total            | Sous-total                | Sous-total            | 126         | 0           | 7               | 0               | 3                 | 0                 | 2          | 0          | -                              | 16                             | 0                              | -               | -               | -                   | -                   | -                   | 154   | 0     |
| 2018-2019             | Real Madrid               | Liga                  | 27          | 0           | 1               | 0               | -                 | -                 | -          | -          | C1                             | 5                              | 0                              | -               | -               | CMC                 | 2                   | 0                   | 35    | 0     |
| 2019-2020             | Real Madrid               | Liga                  | 34          | 0           | 0               | 0               | -                 | -                 | 2          | 0          | C1                             | 7                              | 0                              | -               | -               | -                   | -                   | -                   | 43    | 0     |
| 2020-2021             | Real Madrid               | Liga                  | 38          | 0           | 0               | 0               | -                 | -                 | 1          | 0          | C1                             | 12                             | 0                              | -               | -               | -                   | -                   | -                   | 51    | 0     |
| 2021-2022             | Real Madrid               | Liga                  | 36          | 0           | 1               | 0               | -                 | -                 | 2          | 0          | C1                             | 13                             | 0                              | -               | -               | -                   | -                   | -                   | 52    | 0     |
| 2022-2023             | Real Madrid               | Liga                  | 31          | 0           | 5               | 0               | -                 | -                 | 2          | 0          | C1                             | 10                             | 0                              | 1               | 0               | CMC                 | -                   | -                   | 49    | 0     |
| 2023-2024             | Real Madrid               | Liga                  | 4           | 0           | -               | -               | -                 | -                 | -          | -          | C1                             | 1                              | 0                              | -               | -               | -                   | -                   | -                   | 5     | 0     |
| 2024-2025             | Real Madrid               | Liga                  | 30          | 0           | 1               | 0               | -                 | -                 | 2          | 0          | C1                             | 12                             | 0                              | 1               | 0               | CIC+CMC             | 1+6                 | 0+0                 | 53    | 0     |
| 2025-2026             | Real Madrid               | Liga                  | 1           | 0           | -               | -               | -                 | -                 | -          | -          | C1                             | -                              | -                              | -               | -               | -                   | -                   | -                   | 1     | 0     |
| Sous-total            | Sous-total                | Sous-total            | 201         | 0           | 8               | 0               | -                 | -                 | 9          | 0          | -                              | 60                             | 0                              | 2               | 0               | -                   | 9                   | 0                   | 289   | 0     |
| Total sur la carrière | Total sur la carrière     | Total sur la carrière | 469         | 0           | 29              | 0               | 3                 | 0                 | 13         | 0          | -                              | 106                            | 0                              | 3               | 0               | -                   | 19                  | 0                   | 642   | 0     |

### En sélections nationales
| Saison                | Sélection             | Phases finales         | Phases finales | Phases finales | Éliminatoires CDM | Éliminatoires CDM | Éliminatoires EURO | Éliminatoires EURO | Ligue des Nations | Ligue des Nations | Matchs amicaux | Matchs amicaux | Total | Total |
| Saison                | Sélection             | Compétition            | M              | B              | M                 | B                 | M                  | B                  | M                 | B                 | M              | B              | M     | B     |
| --------------------- | --------------------- | ---------------------- | -------------- | -------------- | ----------------- | ----------------- | ------------------ | ------------------ | ----------------- | ----------------- | -------------- | -------------- | ----- | ----- |
| 2011-2012             | Belgique              | -                      | -              | -              | -                 | -                 | 0                  | 0                  | -                 | -                 | 2              | 0              | 2     | 0     |
| 2012-2013             | Belgique              | -                      | -              | -              | 7                 | 0                 | -                  | -                  | -                 | -                 | 1              | 0              | 8     | 0     |
| 2013-2014             | Belgique              | Coupe du monde 2014    | 5              | 0              | 3                 | 0                 | -                  | -                  | -                 | -                 | 4              | 0              | 12    | 0     |
| 2014-2015             | Belgique              | -                      | -              | -              | -                 | -                 | 6                  | 0                  | -                 | -                 | 3              | 0              | 9     | 0     |
| 2015-2016             | Belgique              | Euro 2016              | 5              | 0              | -                 | -                 | 4                  | 0                  | -                 | -                 | 2              | 0              | 11    | 0     |
| 2016-2017             | Belgique              | -                      | -              | -              | 6                 | 0                 | -                  | -                  | -                 | -                 | 2              | 0              | 8     | 0     |
| 2017-2018             | Belgique              | Coupe du monde 2018    | 7              | 0              | 4                 | 0                 | -                  | -                  | -                 | -                 | 4              | 0              | 15    | 0     |
| 2018-2019             | Belgique              | -                      | -              | -              | -                 | -                 | 4                  | 0                  | 4                 | 0                 | 1              | 0              | 9     | 0     |
| 2019-2020             | Belgique              | -                      | -              | -              | -                 | -                 | 5                  | 0                  | -                 | -                 | -              | -              | 5     | 0     |
| 2020-2021             | Belgique              | Euro 2020              | 5              | 0              | 2                 | 0                 | -                  | -                  | 2                 | 0                 | 1              | 0              | 10    | 0     |
| 2021-2022             | Belgique              | Ligue des nations 2021 | 2              | 0              | 3                 | 0                 | -                  | -                  | -                 | -                 | -              | -              | 5     | 0     |
| 2022-2023             | Belgique              | Coupe du monde 2022    | 3              | 0              | -                 | -                 | 2                  | 0                  | 2                 | 0                 | 1              | 0              | 8     | 0     |
| 2024-2025             | Belgique              | -                      | -              | -              | -                 | -                 | -                  | -                  | 1                 | 0                 | -              | -              | 1     | 0     |
| Total sur la carrière | Total sur la carrière | Total sur la carrière  | 27             | 0              | 25                | 0                 | 21                 | 0                  | 9                 | 0                 | 21             | 0              | 103   | 0     |

### Matchs internationaux
| Matchs internationaux de Thibaut Courtois, | Matchs internationaux de Thibaut Courtois, | Matchs internationaux de Thibaut Courtois,                  | Matchs internationaux de Thibaut Courtois, | Matchs internationaux de Thibaut Courtois, | Matchs internationaux de Thibaut Courtois, | Matchs internationaux de Thibaut Courtois, | Matchs internationaux de Thibaut Courtois,                           |
| #                                          | Date                                       | Lieu                                                        | Adversaire                                 | Résultat                                   | Compétition                                | Club                                       | Notes                                                                |
| ------------------------------------------ | ------------------------------------------ | ----------------------------------------------------------- | ------------------------------------------ | ------------------------------------------ | ------------------------------------------ | ------------------------------------------ | -------------------------------------------------------------------- |
| 1                                          | 15 novembre 2011                           | Stade de France, Saint-Denis, France                        | France                                     | N 0 - 0                                    | Match amical                               | Atlético de Madrid                         | Titulaire.                                                           |
| 2                                          | 25 mai 2012                                | Stade Roi Baudouin, Bruxelles, Belgique                     | Monténégro                                 | N 2 - 2                                    | Match amical                               | Atlético de Madrid                         | Titulaire, remplacé par Jean-François Gillet à la 50e minute de jeu. |
| 3                                          | 15 août 2012                               | Stade Roi Baudouin, Bruxelles, Belgique                     | Pays-Bas                                   | V 4 - 2                                    | Match amical                               | Atlético de Madrid                         | Titulaire.                                                           |
| 4                                          | 7 septembre 2012                           | Cardiff City Stadium, Cardiff, Pays de Galles               | Pays de Galles                             | V 2 - 0                                    | Éliminatoires de la Coupe du monde 2014    | Atlético de Madrid                         | Titulaire.                                                           |
| 5                                          | 11 septembre 2012                          | Stade Roi Baudouin, Bruxelles, Belgique                     | Croatie                                    | N 1 - 1                                    | Éliminatoires de la Coupe du monde 2014    | Atlético de Madrid                         | Titulaire.                                                           |
| 6                                          | 12 octobre 2012                            | Stade de l'Étoile rouge, Belgrade, Serbie                   | Serbie                                     | V 3 - 0                                    | Éliminatoires de la Coupe du monde 2014    | Atlético de Madrid                         | Titulaire.                                                           |
| 7                                          | 16 octobre 2012                            | Stade Roi Baudouin, Bruxelles, Belgique                     | Écosse                                     | V 2 - 0                                    | Éliminatoires de la Coupe du monde 2014    | Atlético de Madrid                         | Titulaire.                                                           |
| 8                                          | 22 mars 2013                               | Stade national Philippe II, Skopje, ARY de Macédoine        | Macédoine                                  | V 2 - 0                                    | Éliminatoires de la Coupe du monde 2014    | Atlético de Madrid                         | Titulaire.                                                           |
| 9                                          | 26 mars 2013                               | Stade Roi Baudouin, Bruxelles, Belgique                     | Macédoine                                  | V 1 - 0                                    | Éliminatoires de la Coupe du monde 2014    | Atlético de Madrid                         | Titulaire.                                                           |
| 10                                         | 7 juin 2013                                | Stade Roi Baudouin, Bruxelles, Belgique                     | Serbie                                     | V 2 - 1                                    | Éliminatoires de la Coupe du monde 2014    | Atlético de Madrid                         | Titulaire.                                                           |
| 11                                         | 14 août 2013                               | Stade Roi Baudouin, Bruxelles, Belgique                     | France                                     | N 0 - 0                                    | Match amical                               | Atlético de Madrid                         | Titulaire.                                                           |
| 12                                         | 6 septembre 2013                           | Hampden Park, Glasgow, Écosse                               | Écosse                                     | V 2 - 0                                    | Éliminatoires de la Coupe du monde 2014    | Atlético de Madrid                         | Titulaire.                                                           |
| 13                                         | 11 octobre 2013                            | Stade Maksimir, Zagreb, Croatie                             | Croatie                                    | V 2 - 1                                    | Éliminatoires de la Coupe du monde 2014    | Atlético de Madrid                         | Titulaire.                                                           |
| 14                                         | 15 octobre 2013                            | Stade Roi Baudouin, Bruxelles, Belgique                     | Pays de Galles                             | N 1 - 1                                    | Éliminatoires de la Coupe du monde 2014    | Atlético de Madrid                         | Titulaire.                                                           |
| 15                                         | 5 mars 2014                                | Stade Roi Baudouin, Bruxelles, Belgique                     | Côte d'Ivoire                              | N 2 - 2                                    | Match amical                               | Atlético de Madrid                         | Titulaire.                                                           |
| 16                                         | 1er juin 2014                              | Friends Arena, Solna, Suède                                 | Suède                                      | V 2 - 0                                    | Match amical                               | Atlético de Madrid                         | Titulaire.                                                           |
| 17                                         | 7 juin 2014                                | Stade Roi Baudouin, Bruxelles, Belgique                     | Tunisie                                    | V 1 - 0                                    | Match amical                               | Atlético de Madrid                         | Titulaire.                                                           |
| 18                                         | 17 juin 2014                               | Mineirão, Belo Horizonte, Brésil                            | Algérie                                    | V 2 - 1                                    | Coupe du monde 2014                        | Atlético de Madrid                         | Titulaire.                                                           |
| 19                                         | 22 juin 2014                               | Stade Maracanã, Rio de Janeiro, Brésil                      | Russie                                     | V 1 - 0                                    | Coupe du monde 2014                        | Atlético de Madrid                         | Titulaire.                                                           |
| 20                                         | 26 juin 2014                               | Arena Corinthians, São Paulo, Brésil                        | Corée du Sud                               | V 1 - 0                                    | Coupe du monde 2014                        | Atlético de Madrid                         | Titulaire.                                                           |
| 21                                         | 1er juillet 2014                           | Itaipava Arena Fonte Nova, Salvador de Bahia, Brésil        | États-Unis                                 | V 2 - 1 a.p.                               | Coupe du monde 2014                        | Atlético de Madrid                         | Titulaire.                                                           |
| 22                                         | 5 juillet 2014                             | Stade national de Brasilia Mané Garrincha, Brasilia, Brésil | Argentine                                  | D 0 - 1                                    | Coupe du monde 2014                        | Atlético de Madrid                         | Titulaire.                                                           |
| 23                                         | 4 septembre 2014                           | Stade Maurice-Dufrasne, Liège, Belgique                     | Australie                                  | V 2 - 0                                    | Match amical                               | Chelsea FC                                 | Titulaire.                                                           |
| 24                                         | 10 octobre 2014                            | Stade Roi Baudouin, Bruxelles, Belgique                     | Andorre                                    | V 6 - 0                                    | Éliminatoires de l'Euro 2016               | Chelsea FC                                 | Titulaire.                                                           |
| 25                                         | 13 octobre 2014                            | Stade Bilino-Polje, Zenica, Bosnie-Herzégovine              | Bosnie-Herzégovine                         | N 1 - 1                                    | Éliminatoires de l'Euro 2016               | Chelsea FC                                 | Titulaire.                                                           |
| 26                                         | 12 novembre 2014                           | Stade Roi Baudouin, Bruxelles, Belgique                     | Islande                                    | V 3 - 1                                    | Match amical                               | Chelsea FC                                 | Titulaire.                                                           |
| 27                                         | 16 novembre 2014                           | Stade Roi Baudouin, Bruxelles, Belgique                     | Pays de Galles                             | N 0 - 0                                    | Éliminatoires de l'Euro 2016               | Chelsea FC                                 | Titulaire.                                                           |
| 28                                         | 28 mars 2015                               | Stade Roi Baudouin, Bruxelles, Belgique                     | Chypre                                     | V 5 - 0                                    | Éliminatoires de l'Euro 2016               | Chelsea FC                                 | Titulaire.                                                           |
| 29                                         | 31 mars 2015                               | Stade Teddy, Jérusalem, Israël                              | Israël                                     | V 1 - 0                                    | Éliminatoires de l'Euro 2016               | Chelsea FC                                 | Titulaire.                                                           |
| 30                                         | 7 juin 2015                                | Stade de France, Saint-Denis, France                        | France                                     | V 4 - 3                                    | Match amical                               | Chelsea FC                                 | Titulaire.                                                           |
| 31                                         | 12 juin 2015                               | Cardiff City Stadium, Cardiff, Pays de Galles               | Pays de Galles                             | D 0 - 1                                    | Éliminatoires de l'Euro 2016               | Chelsea FC                                 | Titulaire.                                                           |
| 32                                         | 3 septembre 2015                           | Stade Roi Baudouin, Bruxelles, Belgique                     | Bosnie-Herzégovine                         | V 3 - 1                                    | Éliminatoires de l'Euro 2016               | Chelsea FC                                 | Titulaire.                                                           |
| 33                                         | 6 septembre 2015                           | Stade GSP, Nicosie, Chypre                                  | Chypre                                     | V 1 - 0                                    | Éliminatoires de l'Euro 2016               | Chelsea FC                                 | Titulaire.                                                           |
| 34                                         | 29 mars 2016                               | Stade Dr. Magalhães Pessoa, Leiria, Portugal                | Portugal                                   | D 1 - 2                                    | Match amical                               | Chelsea FC                                 | Titulaire.                                                           |
| 35                                         | 28 mai 2016                                | Stade de Genève, Carouge, Suisse                            | Suisse                                     | V 2 - 1                                    | Match amical                               | Chelsea FC                                 | Titulaire.                                                           |
| 36                                         | 1er juin 2016                              | Stade Roi Baudouin, Bruxelles, Belgique                     | Finlande                                   | N 1 - 1                                    | Match amical                               | Chelsea FC                                 | Titulaire.                                                           |
| 37                                         | 5 juin 2016                                | Stade Roi Baudouin, Bruxelles, Belgique                     | Norvège                                    | V 3 - 2                                    | Match amical                               | Chelsea FC                                 | Titulaire.                                                           |
| 38                                         | 13 juin 2016                               | Parc Olympique lyonnais, Décines-Charpieu, France           | Italie                                     | D 0 - 2                                    | Euro 2016                                  | Chelsea FC                                 | Titulaire.                                                           |
| 39                                         | 18 juin 2016                               | Matmut Atlantique, Bordeaux, France                         | République d'Irlande                       | V 3 - 0                                    | Euro 2016                                  | Chelsea FC                                 | Titulaire.                                                           |
| 40                                         | 22 juin 2016                               | Allianz Riviera, Nice, France                               | Suède                                      | V 1 - 0                                    | Euro 2016                                  | Chelsea FC                                 | Titulaire.                                                           |
| 41                                         | 26 juin 2016                               | Stadium de Toulouse, Toulouse, France                       | Hongrie                                    | V 4 - 0                                    | Euro 2016                                  | Chelsea FC                                 | Titulaire.                                                           |
| 42                                         | 1er juillet 2016                           | Stade Pierre-Mauroy, Villeneuve-d'Ascq, France              | Pays de Galles                             | D 1 - 3                                    | Euro 2016                                  | Chelsea FC                                 | Titulaire.                                                           |
| 43                                         | 1er septembre 2016                         | Stade Roi Baudouin, Bruxelles, Belgique                     | Espagne                                    | D 0 - 2                                    | Match amical                               | Chelsea FC                                 | Titulaire.                                                           |
| 44                                         | 6 septembre 2016                           | Stade GSP, Nicosie, Chypre                                  | Chypre                                     | V 3 - 0                                    | Éliminatoires de la Coupe du monde 2018    | Chelsea FC                                 | Titulaire.                                                           |
| 45                                         | 7 octobre 2016                             | Stade Roi Baudouin, Bruxelles, Belgique                     | Bosnie-Herzégovine                         | V 4 - 0                                    | Éliminatoires de la Coupe du monde 2018    | Chelsea FC                                 | Titulaire.                                                           |
| 46                                         | 10 octobre 2016                            | Stade de l'Algarve, Faro, Portugal                          | Gibraltar                                  | V 6 - 0                                    | Éliminatoires de la Coupe du monde 2018    | Chelsea FC                                 | Titulaire.                                                           |
| 47                                         | 13 novembre 2016                           | Stade Roi Baudouin, Bruxelles, Belgique                     | Estonie                                    | V 8 - 1                                    | Éliminatoires de la Coupe du monde 2018    | Chelsea FC                                 | Titulaire.                                                           |
| 48                                         | 25 mars 2017                               | Stade Roi Baudouin, Bruxelles, Belgique                     | Grèce                                      | N 1 - 1                                    | Éliminatoires de la Coupe du monde 2018    | Chelsea FC                                 | Titulaire.                                                           |
| 49                                         | 5 juin 2017                                | Stade Roi Baudouin, Bruxelles, Belgique                     | Tchéquie                                   | V 2 - 1                                    | Match amical                               | Chelsea FC                                 | Titulaire.                                                           |
| 50                                         | 9 juin 2017                                | A. Le Coq Arena, Tallinn, Estonie                           | Estonie                                    | V 2 - 0                                    | Éliminatoires de la Coupe du monde 2018    | Chelsea FC                                 | Titulaire.                                                           |
| 51                                         | 31 août 2017                               | Stade Maurice-Dufrasne, Liège, Belgique                     | Gibraltar                                  | V 9 - 0                                    | Éliminatoires de la Coupe du monde 2018    | Chelsea FC                                 | Titulaire.                                                           |
| 52                                         | 3 septembre 2017                           | Stade Karaïskakis, Le Pirée, Grèce                          | Grèce                                      | V 2 - 1                                    | Éliminatoires de la Coupe du monde 2018    | Chelsea FC                                 | Titulaire.                                                           |
| 53                                         | 7 octobre 2017                             | Stade Grbavica, Sarajevo, Bosnie-Herzégovine                | Bosnie-Herzégovine                         | V 4 - 3                                    | Éliminatoires de la Coupe du monde 2018    | Chelsea FC                                 | Titulaire.                                                           |
| 54                                         | 10 octobre 2017                            | Stade Roi Baudouin, Bruxelles, Belgique                     | Chypre                                     | V 4 - 0                                    | Éliminatoires de la Coupe du monde 2018    | Chelsea FC                                 | Titulaire.                                                           |
| 55                                         | 10 novembre 2017                           | Stade Roi Baudouin, Bruxelles, Belgique                     | Mexique                                    | N 3 - 3                                    | Match amical                               | Chelsea FC                                 | Titulaire.                                                           |
| 56                                         | 2 juin 2018                                | Stade Roi Baudouin, Bruxelles, Belgique                     | Portugal                                   | N 0 - 0                                    | Match amical                               | Chelsea FC                                 | Titulaire.                                                           |
| 57                                         | 6 juin 2018                                | Stade Roi Baudouin, Bruxelles, Belgique                     | Égypte                                     | V 3 - 0                                    | Match amical                               | Chelsea FC                                 | Titulaire.                                                           |
| 58                                         | 11 juin 2018                               | Stade Roi Baudouin, Bruxelles, Belgique                     | Costa Rica                                 | V 4 - 1                                    | Match amical                               | Chelsea FC                                 | Titulaire.                                                           |
| 59                                         | 18 juin 2018                               | Stade olympique Ficht, Sotchi, Russie                       | Panama                                     | V 3 - 0                                    | Coupe du monde 2018                        | Chelsea FC                                 | Titulaire.                                                           |
| 60                                         | 23 juin 2018                               | Otkrytie Arena, Moscou, Russie                              | Tunisie                                    | V 5 - 2                                    | Coupe du monde 2018                        | Chelsea FC                                 | Titulaire.                                                           |
| 61                                         | 28 juin 2018                               | Arena Baltika, Kaliningrad, Russie                          | Angleterre                                 | V 1 - 0                                    | Coupe du monde 2018                        | Chelsea FC                                 | Titulaire et capitaine.                                              |
| 62                                         | 2 juillet 2018                             | Rostov Arena, Rostov-sur-le-Don, Russie                     | Japon                                      | V 3 - 2                                    | Coupe du monde 2018                        | Chelsea FC                                 | Titulaire.                                                           |
| 63                                         | 6 juillet 2018                             | Kazan Arena, Kazan, Russie                                  | Brésil                                     | V 2 - 1                                    | Coupe du monde 2018                        | Chelsea FC                                 | Titulaire.                                                           |
| 64                                         | 10 juillet 2018                            | Zenit Arena, Saint-Pétersbourg, Russie                      | France                                     | D 0 - 1                                    | Coupe du monde 2018                        | Chelsea FC                                 | Titulaire.                                                           |
| 65                                         | 14 juillet 2018                            | Zenit Arena, Saint-Pétersbourg, Russie                      | Angleterre                                 | V 2 - 0                                    | Coupe du monde 2018                        | Chelsea FC                                 | Titulaire.                                                           |
| 66                                         | 7 septembre 2018                           | Hampden Park, Glasgow, Écosse                               | Écosse                                     | V 4 - 0                                    | Match amical                               | Real Madrid                                | Titulaire.                                                           |
| 67                                         | 11 septembre 2018                          | Laugardalsvöllur, Reykjavik, Islande                        | Islande                                    | V 3 - 0                                    | Ligue des nations 2018-2019                | Real Madrid                                | Titulaire.                                                           |
| 68                                         | 12 octobre 2018                            | Stade Roi Baudouin, Bruxelles, Belgique                     | Suisse                                     | V 2 - 1                                    | Ligue des nations 2018-2019                | Real Madrid                                | Titulaire.                                                           |
| 69                                         | 15 novembre 2018                           | Stade Roi Baudouin, Laeken, Belgique                        | Islande                                    | V 2 - 0                                    | Ligue des nations 2018-2019                | Real Madrid                                | Titulaire.                                                           |
| 70                                         | 18 novembre 2018                           | Luzern Arena, Lucerne, Suisse                               | Suisse                                     | D 2 - 5                                    | Ligue des nations 2018-2019                | Real Madrid                                | Titulaire.                                                           |
| 71                                         | 21 mars 2019                               | Stade Roi Baudouin, Bruxelles, Belgique                     | Russie                                     | V 3 - 1                                    | Éliminatoires de l'Euro 2020               | Real Madrid                                | Titulaire.                                                           |
| 72                                         | 24 mars 2019                               | Stade GSP, Nicosie, Chypre                                  | Chypre                                     | V 2 - 0                                    | Éliminatoires de l'Euro 2020               | Real Madrid                                | Titulaire.                                                           |
| 73                                         | 8 juin 2019                                | Stade Roi Baudouin, Bruxelles, Belgique                     | Kazakhstan                                 | V 3 - 0                                    | Éliminatoires de l'Euro 2020               | Real Madrid                                | Titulaire.                                                           |
| 74                                         | 11 juin 2019                               | Stade Roi Baudouin, Bruxelles, Belgique                     | Écosse                                     | V 3 - 0                                    | Éliminatoires de l'Euro 2020               | Real Madrid                                | Titulaire.                                                           |
| 75                                         | 6 septembre 2019                           | Stadio Olimpico, Serravalle, Saint-Marin                    | Saint-Marin                                | V 4 - 0                                    | Éliminatoires de l'Euro 2020               | Real Madrid                                | Titulaire.                                                           |
| 76                                         | 9 septembre 2019                           | Hampden Park, Glasgow, Écosse                               | Écosse                                     | V 4 - 0                                    | Éliminatoires de l'Euro 2020               | Real Madrid                                | Titulaire.                                                           |
| 77                                         | 10 octobre 2019                            | Stade Roi Baudouin, Bruxelles, Belgique                     | Saint-Marin                                | V 9 - 0                                    | Éliminatoires de l'Euro 2020               | Real Madrid                                | Titulaire.                                                           |
| 78                                         | 13 octobre 2019                            | Astana Arena, Noursoultan, Kazakhstan                       | Kazakhstan                                 | V 2 - 0                                    | Éliminatoires de l'Euro 2020               | Real Madrid                                | Titulaire.                                                           |
| 79                                         | 16 novembre 2019                           | Gazprom Arena, Saint-Pétersbourg, Russie                    | Russie                                     | V 4 - 1                                    | Éliminatoires de l'Euro 2020               | Real Madrid                                | Titulaire.                                                           |
| 80                                         | 15 novembre 2020                           | Stade Den Dreef, Louvain, Belgique                          | Angleterre                                 | V 2 - 0                                    | Ligue des nations 2020-2021                | Real Madrid                                | Titulaire.                                                           |
| 81                                         | 18 novembre 2020                           | Stade Den Dreef, Louvain, Belgique                          | Danemark                                   | V 4 - 2                                    | Ligue des nations 2020-2021                | Real Madrid                                | Titulaire.                                                           |
| 82                                         | 24 mars 2021                               | Stade Den Dreef, Louvain, Belgique                          | Pays de Galles                             | V 3 - 1                                    | Éliminatoires de la Coupe du monde 2022    | Real Madrid                                | Titulaire.                                                           |
| 83                                         | 27 mars 2021                               | Sinobo Stadium, Prague, Tchéquie                            | Tchéquie                                   | N 1 - 1                                    | Éliminatoires de la Coupe du monde 2022    | Real Madrid                                | Titulaire.                                                           |
| 84                                         | 6 juin 2021                                | Stade Roi Baudouin, Bruxelles, Belgique                     | Croatie                                    | V 1 - 0                                    | Match amical                               | Real Madrid                                | Titulaire.                                                           |
| 85                                         | 12 juin 2021                               | Gazprom Arena, Saint-Pétersbourg, Russie                    | Russie                                     | V 3 - 0                                    | Euro 2020                                  | Real Madrid                                | Titulaire.                                                           |
| 86                                         | 17 juin 2021                               | Parken Stadium, Copenhague, Danemark                        | Danemark                                   | V 2 - 1                                    | Euro 2020                                  | Real Madrid                                | Titulaire.                                                           |
| 87                                         | 21 juin 2021                               | Gazprom Arena, Saint-Pétersbourg, Russie                    | Finlande                                   | V 2 - 0                                    | Euro 2020                                  | Real Madrid                                | Titulaire.                                                           |
| 88                                         | 27 juin 2021                               | Stade La Cartuja, Séville, Espagne                          | Portugal                                   | V 1 - 0                                    | Euro 2020                                  | Real Madrid                                | Titulaire.                                                           |
| 89                                         | 2 juillet 2021                             | Allianz Arena, Munich, Allemagne                            | Italie                                     | D 1 - 2                                    | Euro 2020                                  | Real Madrid                                | Titulaire.                                                           |
| 90                                         | 2 septembre 2021                           | A. Le Coq Arena, Tallinn, Estonie                           | Estonie                                    | V 5 - 2                                    | Éliminatoires de la Coupe du monde 2022    | Real Madrid                                | Titulaire.                                                           |
| 91                                         | 5 septembre 2021                           | Stade Roi Baudouin, Bruxelles, Belgique                     | Tchéquie                                   | V 3 - 0                                    | Éliminatoires de la Coupe du monde 2022    | Real Madrid                                | Titulaire.                                                           |
| 92                                         | 7 octobre 2021                             | Juventus Stadium, Turin, Italie                             | France                                     | D 2 - 3                                    | Ligue des nations 2020-2021                | Real Madrid                                | Titulaire.                                                           |
| 93                                         | 10 octobre 2021                            | Juventus Stadium, Turin, Italie                             | Italie                                     | D 1 - 2                                    | Ligue des nations 2020-2021                | Real Madrid                                | Titulaire.                                                           |
| 94                                         | 13 novembre 2021                           | Stade Roi Baudouin, Bruxelles, Belgique                     | Estonie                                    | V 3 - 1                                    | Éliminatoires de la Coupe du monde 2022    | Real Madrid                                | Titulaire.                                                           |
| 95                                         | 22 septembre 2022                          | Stade Roi Baudouin, Bruxelles, Belgique                     | Pays de Galles                             | V 2 - 1                                    | Ligue des nations 2022-2023                | Real Madrid                                | Titulaire.                                                           |
| 96                                         | 25 septembre 2022                          | Johan Cruyff Arena, Amsterdam, Pays-Bas                     | Pays-Bas                                   | D 0 - 1                                    | Ligue des nations 2022-2023                | Real Madrid                                | Titulaire.                                                           |
| 97                                         | 18 novembre 2022                           | Stade international Jaber Al-Ahmad (en), Koweït, Koweït     | Égypte                                     | D 1 - 2                                    | Match amical                               | Real Madrid                                | Titulaire.                                                           |
| 98                                         | 23 novembre 2022                           | Stade Ahmed-ben-Ali, Al Rayyan, Qatar                       | Canada                                     | V 1 - 0                                    | Coupe du monde 2022                        | Real Madrid                                | Titulaire.                                                           |
| 99                                         | 27 novembre 2022                           | Stade d'Al-Thumama, Doha, Qatar                             | Maroc                                      | D 0 - 2                                    | Coupe du monde 2022                        | Real Madrid                                | Titulaire.                                                           |
| 100                                        | 1er décembre 2022                          | Stade Ahmed-ben-Ali, Al Rayyan, Qatar                       | Croatie                                    | N 0 - 0                                    | Coupe du monde 2022                        | Real Madrid                                | Titulaire.                                                           |
| 101                                        | 24 mars 2023                               | Friends Arena, Solna, Suède                                 | Suède                                      | V 3 - 0                                    | Éliminatoires de l'Euro 2024               | Real Madrid                                | Titulaire.                                                           |
| 102                                        | 17 juin 2023                               | Stade Roi Baudouin, Bruxelles, Belgique                     | Autriche                                   | N 1 - 1                                    | Éliminatoires de l'Euro 2024               | Real Madrid                                | Titulaire.                                                           |
| 103                                        | 20 mars 2025                               | Stade Enrique-Roca de Murcie, Murcie, Espagne               | Ukraine                                    | D 1 - 3                                    | Ligue des nations 2024-2025                | Real Madrid                                | Titulaire.                                                           |

## Palmarès

### En club
|  |  | KRC Genk - Championnat de Belgique (1) : - Champion : 2011. - Supercoupe de Belgique : - Finaliste : 2009. |  | Atlético Madrid - Championnat d'Espagne (1) : - Champion : 2014. - Coupe d'Espagne (1) : - Vainqueur : 2013. - Supercoupe d'Espagne : - Finaliste : 2013. - Ligue des champions - Finaliste : 2014. - Ligue Europa (1) : - Vainqueur : 2012. - Supercoupe de l'UEFA (1) : - Vainqueur : 2012. |  | Chelsea FC - Championnat d'Angleterre (2) : - Champion : 2015 et 2017. - Coupe d'Angleterre (1) : - Vainqueur : 2018. - Finaliste : 2017. - Community Shield : - Finaliste : 2015 et 2017. - Coupe de la Ligue (1) : - Vainqueur : 2015. |  | Real Madrid - Championnat d'Espagne (3) : - Champion : 2020, 2022 et 2024. - Vice-champion : 2021, 2023 et 2025. - Coupe d'Espagne (1) : - Vainqueur : 2023. - Finaliste : 2025. - Supercoupe d'Espagne (2) : - Vainqueur : 2020 et 2022. - Finaliste : 2023 et 2025. - Ligue des champions (2) : - Vainqueur : 2022 et 2024. - Supercoupe de l'UEFA (2) : - Vainqueur : 2022 et 2024. - Coupe du monde des clubs (1) : - Vainqueur : 2018. - Coupe intercontinentale (1) : - Vainqueur : 2024. |

### En sélections nationales
|  |  | Belgique - Coupe du monde : - Troisième : 2018. - Ligue des nations : - Quatrième : 2021. |

### Distinctions personnelles
- 3e au Soulier d'or belge en 2011[82].
- 3e au Golden Boy en 2012[83].
- Sportif belge de l'année 2014[84].
- Trophée Zamora en 2013, 2014 et 2020[85].
- Gardien de l'année en 2011[86].
- Meilleur joueur belge à l'étranger 2013[87] et 2014[88].
- Gardien de l'année de Premier League en 2016-2017[89]
- Gardien de l'année du championnat espagnol en 2012-2013[90].
- Gardien de l'année du championnat belge en 2010-2011[91].
- Gardien de l’année par The Best FIFA Football Awards en 2018.
- Membre de l'équipe type de la Liga en 2012-2013 et 2013-2014.
- Membre de l'équipe type de la Ligue des champions en 2013-2014.
- Meilleur Gardien de la Coupe du monde en 2018.
- Membre de l'équipe type Fantasy McDonald’s de la Coupe du monde en 2018[92].
- Membre de l'équipe type Fan Dream Team de la Coupe du monde en 2018[93].
- Meilleur gardien de l'année par l'International Federation of Football History & Statistics (IFFHS) en 2018[94] et 2022[95].
- Meilleur gardien de la Liga 2020.
- Joueur du mois de février de la Liga 2022.
- Homme du match de la finale de la Ligue des champions 2021-2022[96].
- Lors de la Ligue des champions 2021-2022, il bat deux records, celui du plus grand nombre d'arrêts réalisés en finale (9) et celui du plus grand nombre d'arrêts sur une saison de Ligue des champions de l'UEFA (59)[97].
- Membre de l'équipe type de la Ligue des champions 2021-2022.
- Trophée Yachine en 2022[98].
- Membre de l'équipe type du Onze d'or 2023[99].